# Galiny (gmina Górowo Iławeckie)
Galiny (dawniej Galiny Iławeckie, niem. Gallingen) – osada w Polsce, położona w województwie warmińsko-mazurskim, w powiecie bartoszyckim, w gminie Górowo Iławeckie. Miejscowość wchodzi w skład sołectwa Kiwajny. W latach 1975–1998 miejscowość należała administracyjnie do województwa olsztyńskiego.
Wieś położona w pobliżu granicy Polski z obwodem królewieckim (Rosja), na północny wschód od Kiwajn.

## Historia
Dawny majątek szlachecki, który w 1889 r. obejmował 419 ha. W XIX w. należał do rodziny Bielanowskich. Po 1945 r. zorganizowano tu PGR. W 1983 r. we wsi było 7 domów z 45 mieszkańcami i punkt biblioteczny.
W wykazie gmin, sołectw i wchodzących w ich skład miejscowości z dnia 15 września 1978 r. wieś pod nazwą Galiny PGR wchodziła w skład sołectwa Kiwajny, gmina Górowo Iławeckie.